# Beigeröd havssugga
Beigeröd havssugga (Scorpaena elongata) är en fiskart som beskrevs av Cadenat, 1943. Beigeröd havssugga ingår i släktet Scorpaena och familjen Scorpaenidae. Inga underarter finns listade.